# 秦曾灏
秦曾灏（1933年—），男，浙江宁波人，中国海洋气象学家，曾任山东海洋学院教授、上海台风研究所研究员、博士生导师。